# Kryptos (banda)
Kryptos es una banda musical de género heavy metal formada en Bangalore, India, en 1998 por Nolan Lewis (voz/guitarra) y Ganesh K. (bajista), que se presentan como defensores del sonido del metal tradicional.

## Primeros años
Kryptos se formó a finales de 1998. En esencia, era una banda de heavy metal clásico, aunque empezaron a fusionar otros estilos o géneros musicales, conocido por ellos como NWOBHM, con elementos de género thrash metal de la década de los años 1980. Ellos han sido influenciados  por otras reconocidas bandas musicales como Black Sabbath, Judas Priest y Iron Maiden, junto con otras influencias secundarias como  Coroner, Kreator, Mercyful Fate y Candlemass.

## Integrantes

### Actuales miembros
- Nolan Lewis
- Rohit Chaturvedi
- Ganesh Krishnaswamy
- Anthony Hoover

### Anteriores miembros
- Ching Len
- Akshay 'Axe' Patel
- Ryan Colaco
- Jayawant Tewari

## Discografía

### Álbumes de estudio
- Spiral Ascent (2004)
- The Ark of Gemini (2008)
- The Coils of Apollyon (2012)[1]
- Burn up the Night (2016)
- Afterburner (2019)
- Force of Danger (2021)
- Decimator (2024)